# Paul Jungblut
Paul Jungblut (* 4. Dezember 1878 in Gießen; † 11. Januar 1926 in Bad Homburg vor der Höhe) war ein deutscher Politiker (Zentrum).

## Leben und Wirken
Nach dem Besuch der Volksschule wurde Jungblut an den Lehrerseminaren Montabaur und Bernsheim an der Bergstraße ausgebildet. Später studierte er Handels-. und Sozialwissenschaften in Frankfurt am Main, Zürich und Leipzig. Er legte die Prüfung als kaufmännischer Sachverständiger und Bücherrevisor in Leipzig und die Prüfung als Diplom-Handelslehrer in Frankfurt am Main ab. Später lebte er als Lehrer in Bad Homburg.
Im November 1923 kam Jungblut im Nachrückverfahren für den ausgeschiedenen Abgeordneten Matthias Höner in den Reichstag, dem er bis zur Reichstagswahl vom Mai 1924 als Vertreter des Wahlkreises 21 (Hessen-Nassau) angehörte.